# 게임 센터
게임 센터(Game Center)는 애플이 출시한 온라인 멀티 플레이 소셜 게이밍 네트워크이다. 사용자들이 친구들을 초대하여 게임을 즐길 수 있고 대전을 통해 멀티플레이 게임을 시작하고 성취도를 확인하고 리더 보드에서 점수 순위를 비교할 수 있다. 게임 센터는 2010년 4월 8일에 처음 출시되었으며 그 해 9월 8일 iOS 4의 출시와 더불어 일반인들이 이용할 수 있게 되었다. 2011년 10월 주요 서비스 업데이트와 더불어 iOS 4.2 이후 버전을 이용할 수 있는 iOS 기기에서 공식 지원된다. 이 서비스는 현재 iOS의 표준으로 자리잡혀 있다.
2012년 2월 16일 애플은 2012년 여름을 기점으로 게임 센터가 최신 버전의 맥 OS X, 마운틴 라이언에 통합된다고 발표하였다.

## 같이 보기
- 구글 플레이 게임
- 엑스박스 네트워크
- 소셜 네트워크 게임